# Епархия Новасинны
Епархия Новасинны (лат. Dioecesis Novasinnensis) — титулярная епархия Римско-Католической церкви.

## История
Античный город Новасинна, находившийся в римской провинции Нумидия, в первые века христианства был центром одноимённой епархии, которая входила в Карфагенскую митрополию.
Известны имена трёх епископов античной Новасинны.
- епископ Реститут (упоминается в 411 году);
  - епископ Фелиций (упоминается в 411 году) — последователь донатизма;
- епископ Кандид (упоминается в 484 году).

## Титулярные епископы
- епископ Nevin William Hayes O.Carm.[1] (5.05.1965 — 12.07.1988);
- епископ Ян Тырава (24.09.1988 — 24.02.2004), назначен епископом Быдгоща;
- епископ Станислав Зволенский (2.04.2004 — 14.02.2008), назначен архиепископом Братиславы;
- епископ Noël Simard (16.07.2008 — 30.12.2011), назначен епископом Валлифилда;
- епископ Яцек Пыль O.M.I. (23.11.2012 — по настоящее время), вспомогательный епископ епархии Одессы и Симферополя.

## Источник
- Annuario Pontificio, Libreria Editrice Vaticana, Città del Vaticano, 2003, стр. 867, ISBN 88-209-7422-3
- Pius Bonifacius Gams, Series episcoporum Ecclesiae Catholicae, Leipzig 1931, стр. 467  (лат.)
- Stefano Antonio Morcelli, Africa christiana, Volume I, Brescia 1816, стр. 245  (лат.)